# 張昊 (弘治進士)
張昊（1459年—？），字朝元，直隸鳳陽府泗州天長縣人，民籍，明朝政治人物。

## 生平
弘治二年（1489年）己酉科應天府鄉試第十三名舉人。弘治九年（1496年）中式丙辰科會試第八十九名，三甲第一百七十名進士。授浙江乌程县知县，十七年闰四月實授南京贵州道监察御史。正德初巡按南直隶兼巡江，四年（1509年）十二月升江西按察司佥事，六年九月因征剿姚源洞贼，轻信诈降，兵败被逮问，八年正月以剿贼身被重傷，事可悯，降一级。

## 家族
曾祖張僮倪；祖父張中和；父張珷，醫學訓科。母王氏；繼母黃氏。慈侍下。